# 葛廷章
葛廷章（1504年—1548年），字朝憲，號柳泉，陝西臨洮府蘭州工正所人，匠籍，明朝政治人物。

## 生平
葛廷章自幼好學，十三歲入泮，然而鄉舉多年失意。嘉靖十六年（1537年），終於中式丁酉科陝西鄉試第三十名。嘉靖十七年（1538年）聯捷戊戌科會試第二百二十五名，登進士第三甲第八十七名。由行人選戶科給事中，陞鳳陽府知府，仕終江西副使，卒于任內，年四十五。

## 家族
祖先句容人。明初封肅王於蘭州，其七世祖隨扈。曾祖葛禎；祖父葛忠；父葛林，母王氏。永感下。兄廷美。